# Emmanuele Jannini
Emmanuele Angelo Francesco Jannini (Milano, 22 aprile 1960) è un sessuologo e medico italiano.

## Biografia
È stato professore di sessuologia medica all'Università degli Studi dell'Aquila ed è professore ordinario di endocrinologia e sessuologia medica presso la Facoltà di Medicina, Dipartimento di Medicina dei Sistemi dell'Università degli Studi di Roma Tor Vergata. Dal 2016 al 2018 presidente della SIAMS (Società italiana di Andrologia e Medicina Sessuale) nonché presidente dell'Accademia italiana per la salute della coppia. I suoi studi in ambito sessuale e riproduttivo maschile e femminile sono stati pubblicati su varie riviste scientifiche internazionali (PNAS, The Journal of Sexual Medicine e PLOS ONE).
Ha creato all'Aquila prima il corso di laurea specialistica in sessuologia (Facoltà di Psicologia) e poi, in collaborazione con Sapienza Università di Roma, il corso di laurea specialistica "Clinical Psychosexology". È visiting professor nelle università cinesi di Shanghai, Guangzhou e Hefei. Ha inoltre condotto la rubrica Questione di ormoni all'interno del programma Superquark in onda su Rai 1 insieme a Piero Angela ed è stato più volte ospite nel programma Noos - L'avventura della conoscenza condotto da Alberto Angela.
È noto per i suoi studi sulla disfunzione erettile e l'eiaculazione precoce nonché sull'anatomia femminile e sull'individuazione del punto G (complesso clitorouretrovaginale, CUV Complex).
L'International Journal of Impotence Research lo ha inserito in una lista di 20 autori di tutto il mondo con il maggior indice bibliometrico in ambito andrologico e tra i primi tre del mondo per la diagnosi e terapia dell'eiaculazione precoce.